# Route commerciale
- Voies commerciales hanséatiques.
- Voies commerciales vénitiennes.
- Voies commerciales génoises.
- Voies commerciales génoises et vénitiennes.

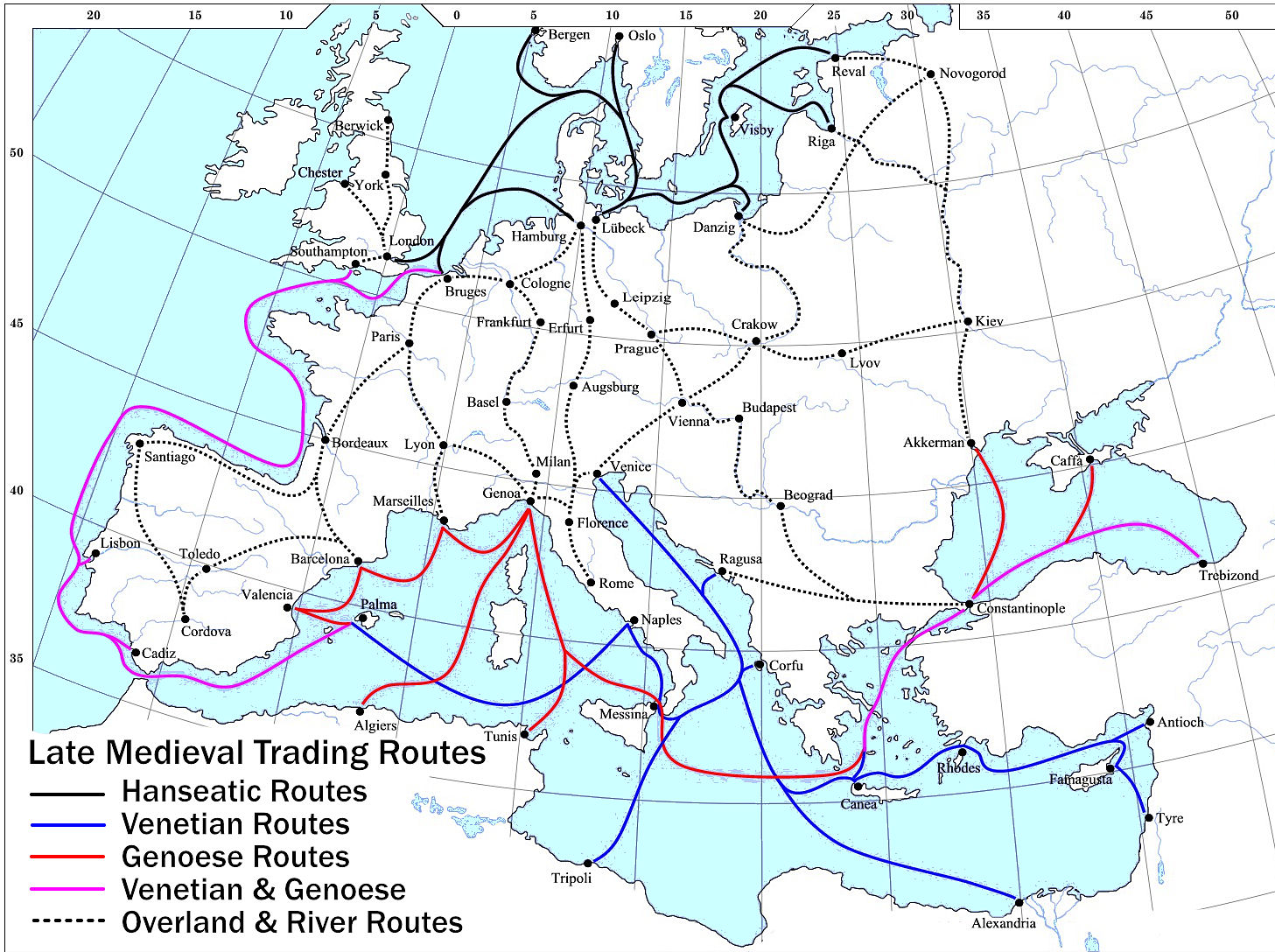
Routes commerciales à la fin du Moyen Âge.

La route commerciale est l'itinéraire, le trajet que suivent certaines marchandises pour être vendues à un endroit différent de leur production. Une telle route est jalonnée de villes étapes ou de ports de transit où convergent ou se croisent plusieurs routes.
Le long des itinéraires commerciaux terrestres, les marchands peuvent faire étape quelques jours pour s'approvisionner dans un comptoir ou procéder à des échanges dans le cadre d'une foire.
Les routes commerciales dans l'histoire ont d'une part été un important facteur de développement économique et d'échanges entre cultures et civilisations. Leur prospérité, leur déclin ou le déclassement de certaines routes commerciales par d'autres expliquent souvent l'essor, l'affaiblissement ou la disparition de villes, de régions, voire d'États et de civilisations entières.
Les premières routes commerciales (caravanes et transport maritime) sont établies vers -4000, entre les premières cités de Mésopotamie. Les routes de commerce maritime au travers du golfe Persique trouvèrent leur premier centre de dépôt sur l'île de Dilmun.
Dès l'époque de l'Empire romain, les routes maritimes au sein de la Mer Méditerranée et de la mer Rouge peuvent être tracées en détail grâce aux descriptions d'époque (les « périples »).
Plus tard la maîtrise des routes commerciales, et notamment le (commerce maritime au long cours fait la puissance de certains états : la république de Venise, puis le Portugal, puis les Provinces-Unies, puis le Royaume-Uni et aujourd'hui les États-Unis. Le commerce créé et contrôlé entraîne systématiquement une richesse incomparable à celle des autres pays.

## Route de l'ambre
La route de l'ambre est empruntée très tôt (XVe siècle av. J.-C.) par des marchands mycéniens qui vont s'approvisionner – en suivant la vallée du Danube ou de la Vistule – en ambre sur les cotes de la mer Baltique.

## Route de l'argent
L'argent et quelques autres métaux sont importés d'Espagne par les marins de Tyr.

## Route de l'encens
La route de l'encens relie l'Éthiopie, la péninsule arabique jusqu'au débouché terrestre de Pétra ou maritime de Tyr. Elle est empruntée par les caravanes conduites par des marchands Nabatéens ou Hedjaziens qui s'approvisionnent en la Ville de Saba, laquelle est alimentée par les commerçants sabéens qui en font la collecte en Éthiopie.

## Route des épices
Via la Mer Rouge et la Mer d'Oman, les négociants grecs et romains se rendent en Inde (à partir du Ier siècle av. J.-C.) pour troquer des produits divers contre des épices en provenance de Malaisie et approchées par des bateaux indiens et malais.

## Route de l’étain
Des gisements d'étain sont connus dès le premier millénaire dans les îles Britanniques (îles Cassitérides). Cette matière première est nécessaire à la fabrication du bronze alors très utilisé dans la production d'armes et d'objets divers. Le transit s'opère par voie terrestre (depuis la Grèce jusqu'aux ports de la côte nord de la gaule via la vallée du Rhône, puis de la Loire ou de la Seine) ou par voie maritime (les marins phéniciens sortent de la Méditerranée, osent franchir le détroit de Gibraltar pour remonter vers l'Atlantique et la mer du Nord).

## Route des fourrures
Au Canada, la route des fourrures renvoie à l'itinéraire reliant autrefois les acheteurs de ces produits (situés en Baie d'Hudson) avec leurs approvisionneurs (situés à l'intérieur des terres). Le trajet représentant quelque 400 km nécessitait près d'un mois de voyage.

## Route des Garamantes
Selon les dires de l'historien antique Hérodote, dès le Ve siècle av. J.-C., des marchands nomades – les Garamantes – traversent régulièrement le Sahara, via les villes de Cyrène/Ghadamès/Gao.

## Route des Indes
- Route des Indes
- Route de l'Inde, par Bactres

Depuis le IIIe millénaire, cette route est la seule voie d'accès praticable, via la Passe de Khyber, en direction de la riche vallée de l'Indus. À partir du VIe siècle av. J.-C., sous la domination perse, elle devient l'axe principal d'échange entre l'Inde et l'Occident.

## Route du lapis-lazuli
Le Badakchan étant depuis le IIIe millénaire l'un des rares sites fournisseurs, la route dessert les marchés acheteurs principaux de l'époque (Égypte et Sumer).

## Route des limes
Cette route a une origine stratégique (limes = frontière). Depuis la mer du Nord jusqu'à la mer Noire elle suit la vallée du Rhin, puis celle du Danube. Cet itinéraire, qui dessert les garnisons romaines et les divers comptoirs dédiés, marque la limite de l'Empire romain, et s'articule avec plusieurs autres itinéraires commerciaux en relation avec l'Europe centrale « barbare ».

## Route du Nil
Le fleuve Nil est le moyen de transport utilisé pour commercer entre Haute-Égypte (Soudan) et Basse-Égypte (peaux de bêtes, ivoire, métaux précieux…). Elle est reliée à la Via Maris (Phénicie-Syrie), à la Route du Roi (Transjordanie), au Canal des pharaons et à la route des Syrtes (Cyrénaïque)...

## Route de l'or
Les Carthaginois (entre le VIe et le IIIe siècle av. J.-C.) descendent vers le sud, à travers la Mauritanie actuelle, pour s'approvisionner en or du Sénégal et du Fouta-Djalon.

## Route royale de Sardes à Suse
Bâtie au VIe siècle av. J.-C. pour des raisons administratives (meilleure intégration de l'empire Perse), cette route relie la ville de Sardes (dans l'actuelle Turquie, à l'est d'Éphèse) à celle de Suse (en Mésopotamie proche du golfe Persique). La commodité de l'itinéraire a encouragé les négociants grecs de développer leurs relations commerciales avec les destinations plus lointaines de l'Asie.

## Route du sel
- Route du sel

## Route de la soie
À partir du IIIe siècle av. J.-C., les Grecs s'intéressent à la soie. En suivant la route de la soie, les caravanes des marchands atteignent le Pamir jusqu'à la Tour de Pierre où se tiennent les marchés alimentés par des négociants chinois.

## Route des Syrtes
Elle suit la côte depuis le port de Carthage en passant par les villes grecques et romaines (Tripoli, Leptis Magna, Cyrène) jusqu'à celui d'Alexandrie.